# Sélénophone
 (février 2014).
Si vous disposez d'ouvrages ou d'articles de référence ou si vous connaissez des sites web de qualité traitant du thème abordé ici, merci de compléter l'article en donnant les références utiles à sa vérifiabilité et en les liant à la section « Notes et références ».
Le sélénophone est un appareil d'enregistrement sonore adapté à la radiodiffusion qui permet d'enregistrer une émission comme une piste sonore de film, et qui  connut son heure de gloire entre 1930 et 1935.
Cet appareil utilisait une bande de film 35 mm coupée pour laisser juste la piste son latérale et les perforations voisines. Ce procédé a été utilisé pour enregistrer les représentations d'opéra du Festival de Salzbourg en 1937. La durée d'un enregistrement sur disque est limitée, alors que l'enregistrement sur film perforé permet la synchronisation de bandes et le relais d'appareil, pour un enregistrement continu. Le disque 78 tours enduit d'acétate (Presto) principalement en usage donnait au plus un temps d'enregistrement de 4 min par face en qualité standard (le double en qualité témoin). Assez molle pour être gravée, la surface en acétate s'use à la lecture bien plus que le film, mais elle permet la relecture immédiate de l'enregistrement, alors que le film doit être développé. Le procédé d'enregistrement commercial, sur cire, avec matrice en zinc et pressage à chaud, donnait des résultats d'une qualité sonore supérieure, avec des délais bien plus importants et un prix bien plus élevé, devant se répartir entre des centaines ou des milliers de copies.
L'enregistreur mécanique-optique Philips-Miller donnait un résultat lisible immédiatement. Il utilisait une bande de film comportant une couche de gélatine transparente recouverte d'une fine couche d'enduit noir opaque. Cet enduit était gravé par un stylet à angle très obtus qui vibrait dans le sens perpendiculaire à la surface d'enregistrement et produisait une piste à largeur variable lisible tout de suite dans un lecteur optique de type cinématographique.